# Adolfo Marsillach
Adolfo Marsillach Soriano (Barcelona; 25 de enero de 1928-Madrid; 21 de enero de 2002) fue un  actor, guionista de televisión, autor dramático, director de teatro y escritor español.

## Biografía
Nacido en el seno de una familia de periodistas, su abuelo fue Adolfo Marsillach y Costa (1868-1935) y su padre el crítico teatral Luis Marsillach (1906-1970), autor además de una Historia del teatro. Con dieciocho años ingresó en el cuadro escénico de Radio Barcelona, en el que hizo sus primeras interpretaciones, combinándolas con sus estudios de Derecho, carrera de la que se licenció en 1951.
Tras pisar las tablas por primera vez en 1947 con la obra Vacaciones, en la compañía de Ramón Martori, debutó en el Teatro María Guerrero de Madrid, en 1950, de la mano de Luis Escobar, con la obra de Antonio Buero Vallejo En la ardiente oscuridad.
En los siguientes años, mantuvo su presencia en los escenarios madrileños, pudiendo destacarse su participación en la obra El jefe (1953), de Joaquín Calvo Sotelo, junto a Mary Carrillo, aunque su primer papel importante fue en la obra de Alfonso Sastre Escuadra hacia la muerte (1953). Tres años más tarde fundó su propia compañía con su primera esposa, la también actriz Amparo Soler Leal.
Tras varios años apartado de la interpretación, en 1997 realizó un ciclo de lectura de autores del siglo de oro español, titulado Una noche con los clásicos, junto a las actrices María Jesús Valdés y Amparo Rivelles. Dos años después interpretó ¿Quién teme a Virginia Woolf? (1999), su última aparición sobre las tablas.

### Guionista, actor y director de televisión
A finales de la década de 1950 se convirtió en uno de los pioneros de un nuevo medio llegado al país: la televisión. En 1959 protagonizó la serie Galería de maridos (1959-1960), de Jaime de Armiñán, junto a Amparo Baró. Durante los siguientes quince años estrenó hasta seis series que él mismo interpretó, escribió y dirigió: ¡Silencio... se rueda! (1961), Silencio... ¡Vivimos! (1962), Fernández Punto y Coma (1963-1964), Habitación 508 (1966), Silencio, estrenamos (1974) y La señora García se confiesa (1976). También escribe y dirige La noche al habla (1963-1964), una serie de misterio sobre relatos de William Irisch. 
Estas series demuestran que Marsillach fue un teleasta, un verdadero autor de televisión, en el sentido de que sus series son tan personales, poseen una visón del mundo tan particular, que resultan fácilmente reconocibles. El crítico Enrique del Corral, el mayor defensor de su obra televisiva, acuñó el término estilo “marsillachiano” para referirse a una series cargadas de fuerte crítica, humor serio y una continua apelación al público (eso que desde la dramaturgia se llama extrañamiento). Y este estilo televisivo existe porque, salvo alguna excepción, Marsillach tenía todo el control creativo. Era el responsable máximo (con permiso de la censura) del contenido y de la forma de sus series y, además, asumía el control  del presupuesto, del reparto, interpretaba el papel principal y dirigía el rodaje-montaje que un realizador hacía en directo o semidirecto. Cumplía tareas superiores a las que hoy corresponden a un showrunner.
Tras un parón de seis años, su regreso a la pequeña pantalla se produjo en 1982, con la serie histórica Ramón y Cajal (1982), interpretando al personaje protagonista, lo que le valió reconocimiento de crítica y público. También escribe y dirige la serie Recuerda cuando... (1987) y el programa Tren de cercanías (1995).

### Director de teatro
Junto a su carrera interpretativa, destacó igualmente en la dirección teatral labor en la cual se tuvo que enfrentar frecuentemente con las estéticas, censuras e ideologías franquistas, como con la obra ¡Suerte, campeón!, de Antonio Gala que iba a dirigir en 1973 y que fue prohibida por el Gobierno. 
Destacaron sus montajes de obras de Alfonso Sastre, como El pan de todos (1957) y La cornada (1960), así como Pigmalión (1964). En ese mismo año dirige a una revelación de la década, Rocío Dúrcal, en Un domingo en Nueva York. Dirige además Marat-Sade (1968) de Peter Weiss que fue retirado de los escenarios por orden gubernativa, Tartufo (1969), de Molière, objeto igualmente de presiones políticas por sus veladas referencias al franquismo, Sócrates (1972), espectáculo creado sobre los Diálogos de Platón, en versión de Enrique Llovet y montado entre grandes bloques cúbicos y El arquitecto y el emperador de Asiria (1977), de Fernando Arrabal. 
También hizo el montaje de su propia obra teatral Yo me bajo en la próxima, ¿y usted? (1981), pieza satírica y en parte autobiográfica donde se describen las relaciones de pareja durante los años predemocráticos. También fue muy celebrado su montaje de ¿Quién teme a Virginia Woolf? (1999), de Edward Franklin Albee, que él mismo interpretó junto a Núria Espert.

### Actor de cine
En el cine intervino en Cerca de la ciudad (1952), Jeromín (1953), ambas de Luis Lucia Mingarro; Salto a la gloria (1959) y La paz empieza nunca (1960), adaptación de la novela homónima de Emilio Romero ganadora del Premio Planeta de 1957, de León Klimovsky; Maribel y la extraña familia (1960), de José María Forqué, una adaptación de la obra homónima de Miguel Mihura; la coproducción de aventuras El tulipán negro (1964), protagonizada por Alain Delon y Virna Lisi; El hombre de los hongos (1976), del director mexicano Roberto Gavaldón, con argumento de Sergio Galindo; Sesión continua (1984), de José Luis Garci y Esquilache (1989), de Josefina Molina, otra adaptación teatral, esta vez de Un soñador para un pueblo de Antonio Buero Vallejo. En 1972 estrenó su primera y única película como director, Flor de santidad basada en una obra de Valle Inclán, pero la película es censurada por el régimen franquista.

### Carrera institucional
Tras haber dirigido el Teatro Español en 1965, la llegada de la democracia en España dio a Marsillach suficientes apoyos para implicarse en proyectos institucionales de renovación teatral, en cuya labor logró crear una compañía nacional de teatro clásico, a semejanza de las existentes en otros países. En 1978, fundó el Centro Dramático Nacional, del que se hizo cargo durante un año y en 1985 creó la Compañía Nacional de Teatro Clásico, de la que fue responsable entre 1986 y 1989 y entre 1992 y 1997 y con la que dirigió piezas clásicas como El médico de su honra, de Pedro Calderón de la Barca, La Celestina, La gran sultana, de Miguel de Cervantes, Fuenteovejuna, de Lope de Vega, o Don Gil de las calzas verdes, de Tirso de Molina. 
Entre 1989 y 1990 dirigió el Instituto Nacional de las Artes Escénicas y la Música (INAEM), en un Ministerio de Cultura entonces dirigido por Jorge Semprún.
Participó en la Expo '92 como responsable de la División de Actividades Culturales.

### Escritor
Escribió sus memorias, Tan lejos, tan cerca (1998), título inspirado en una frase habitual en las cartas de Bertolt Brecht. Además de por su buen estilo, la información sobre la sociedad de posguerra y por las anécdotas que cuenta, esta obra sirve para conocer la historia del teatro español en la época que vivió. Por esta obra ganó el XI Premio Comillas de historia, biografía y memorias. Escribió también la novela Se vende ático, premio Espasa de humor del año 1995, así como las obras de teatro Yo me bajo en la próxima, ¿y usted?, ya mencionada y Feliz aniversario (1991).

### Vida personal
Estuvo casado con la actriz Amparo Soler Leal.
Fruto de su relación entre 1962 y 1970 con la también actriz Teresa del Río, tiene dos hijas: Blanca Marsillach y Cristina Marsillach, que han seguido sus pasos en los escenarios.
A mediados de los años 70 inicia una relación sentimental con Mercedes Lezcano, actriz y directora de teatro. Tras una larga convivencia, contraen matrimonio y permanecen juntos hasta su fallecimiento. 
En las Elecciones Generales de España 1996 mostró su apoyo al PSOE.
Falleció en Madrid el 21 de enero de 2002 tras padecer un cáncer de próstata, a punto de cumplir 74 años.
En 2003 se publica su Teatro completo en edición del dramaturgo Pedro Víllora.

## Obras teatrales escritas
- Yo me bajo en la próxima, ¿y usted?
- Mata-Hari
- Proceso a Mata-Hari
- Se vende ático
- Feliz aniversario
- El saloncito chino
- Extraño anuncio
- Noche de Reyes sin Shakespeare

## Obras de teatro interpretadas (selección)

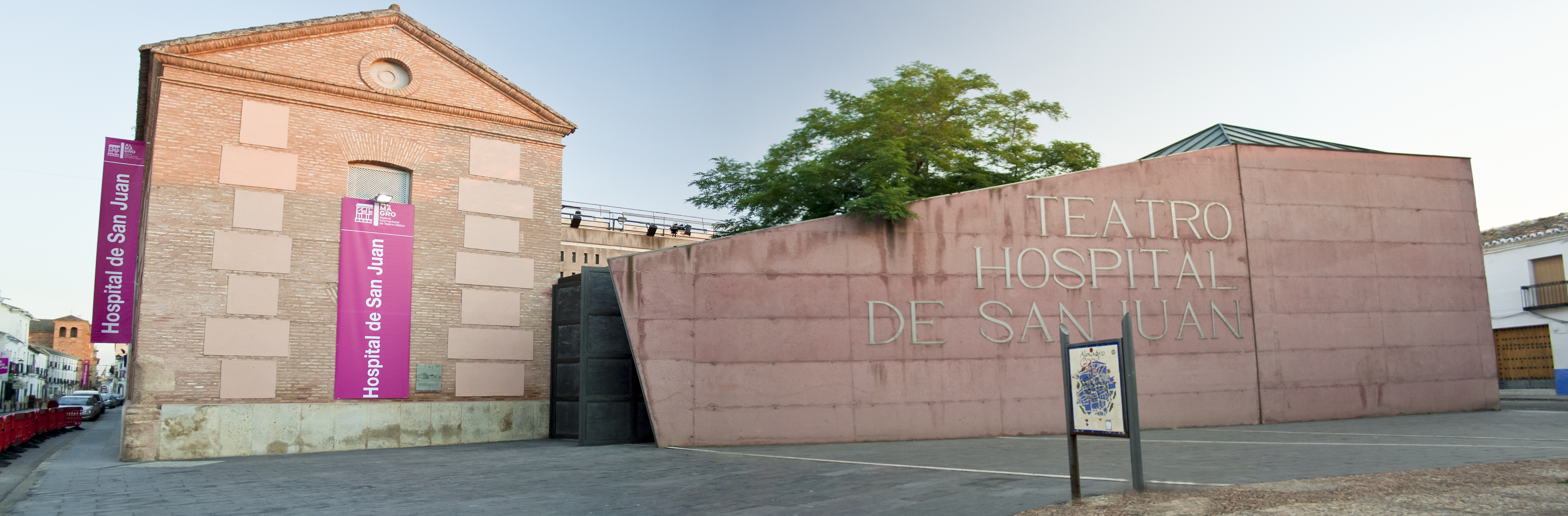
El Teatro Adolfo Marsillach Hospital de San Juan en Almagro, Ciudad Real

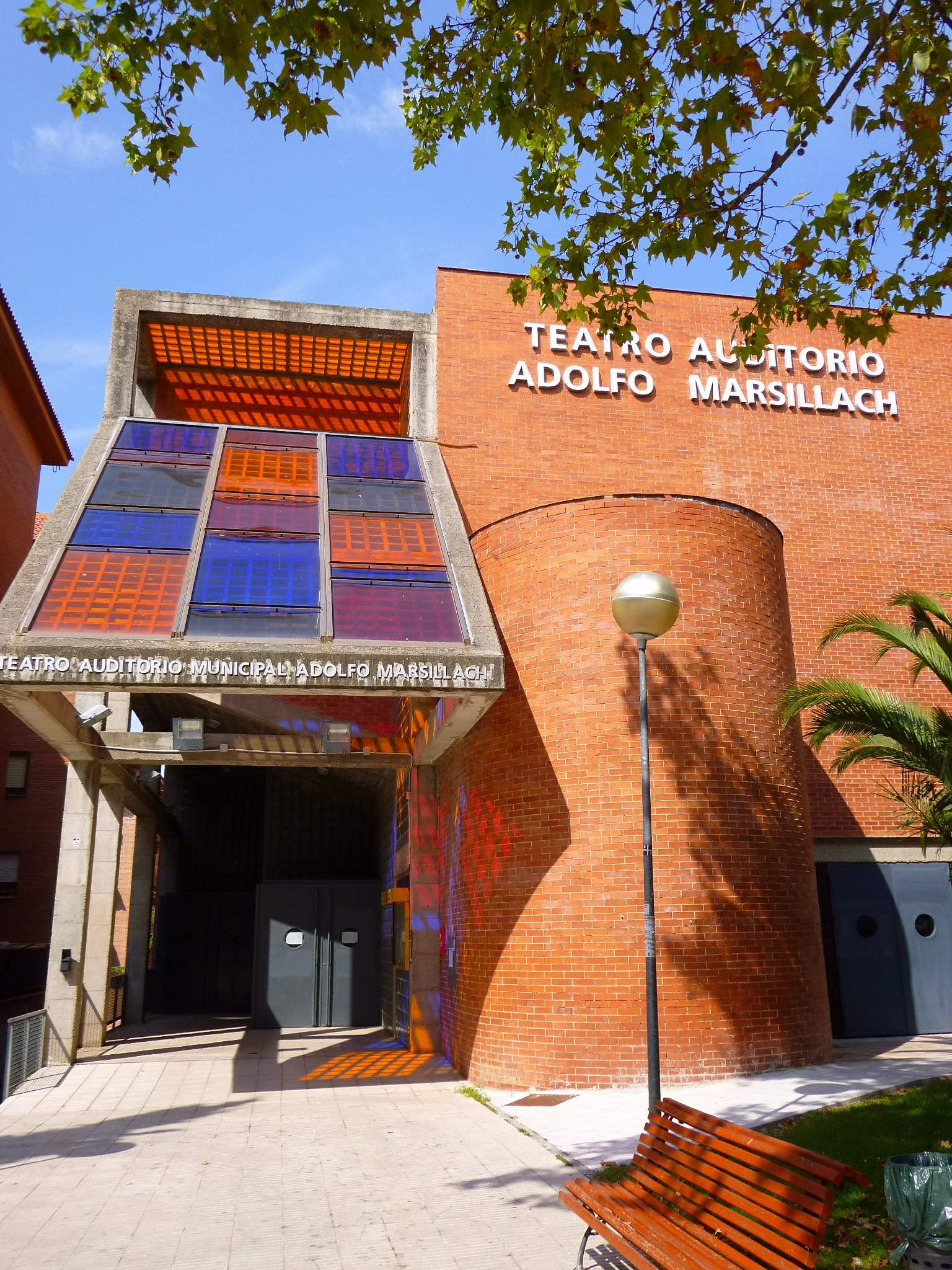
El Teatro Auditorio Adolfo Marsillach en San Sebastián de los Reyes, Comunidad de Madrid

- ¿Quién teme a Virginia Woolf? (1999), de Edward Franklin Albee.
- Yo me bajo en la próxima, ¿y usted? (1982), de Marsillach.
- Tartufo (1978), de Molière.
- Marat-Sade (1968), de Peter Weiss .
- A puerta cerrada (1967), de Jean-Paul Sartre.
- La puta respetuosa (1967), de Jean-Paul Sartre.
- Después de la caída (1965), de Arthur Miller.
- Pigmalión (1964), de George Bernard Shaw.
- La cornada (1960), de Alfonso Sastre.
- Tengo un millón (1960), de Víctor Ruiz Iriarte.
- Mi calle (1960), de Edgar Neville.
- Harvey (1959), de Mary Chase.
- Alejandro Magno (1958), de Terence Rattigan.
- Ondina (1958), de Jean Giraudoux.[16]
- El pan de todos (1957), de Alfonso Sastre.
- Mi adorado Juan (1957), de Miguel Mihura.
- Bobosse (1955), de André Roussin.
- La alondra (1954), de Jean Anouilh.
- El jefe (1953), de Joaquín Calvo Sotelo.
- Escuadra hacia la muerte (1953), de Alfonso Sastre.
- La Plaza de Berkeley (1952), de  John L. Balderston.
- La heredera (1951), de Ruth y August Goetz.
- El desdén, con el desdén (1951), de Agustín Moreto.
- Un día de abril (1951), de Dodie Smith.
- En la ardiente oscuridad (1950), de Antonio Buero Vallejo.

## Obras de teatro dirigidas (selección)
- ¿Quién teme a Virginia Woolf? (1999), de Edward Franklin Albee.
- La Celestina (1998), de Fernando de Rojas -montaje del Ballet Nacional de España en el Teatro Real-.
- La gran sultana (1993), de Miguel de Cervantes.
- Fuenteovejuna (1993), de Félix Lope de Vega.
- El alcalde de Zalamea (1989), de Calderón de la Barca.
- Antes que todo es mi dama (1987), de Calderón de la Barca.
- Los locos de Valencia, 1986, de Lope de Vega.
- El médico de su honra (1985), de Calderón de la Barca.
- Mata Hari (1983)
- La Gran Vía (1983) de Federico Chueca.
- La tempranica (1983) de Gerónimo Giménez.
- Las arrecogías del beaterio de Santa María Egipciaca (1977), de José Martín Recuerda.
- La señorita Julia (1973), de August Strindberg.
- El malentendido (1969), de Albert Camus.
- Tartufo (1969), de Molière, en versión de Enrique Llovet.
- Biografía (1969), de Max Frisch.
- Marat/Sade (1968), de Peter Weiss.
- A puerta cerrada (1967), de Jean-Paul Sartre.
- La puta respetuosa (1967), de Jean-Paul Sartre.
- Águila de blasón (1966), de Ramón María del Valle-Inclán.
- Los siete infantes de Lara (1966), de Lope de Vega
- Después de la caída (1965), de Arthur Miller.
- El poder (1965), de Joaquín Calvo Sotelo.[17]
- Pigmalión (1964), de George Bernard Shaw.
- Un domingo en Nueva York (1964), de Norman Krasna.
- ¿Quién quiere una copla del Arcipreste de Hita? (1965), de José Martín Recuerda.
- Micaela (1962), de Joaquín Calvo Sotelo.
- La cornada (1960), de Alfonso Sastre.
- Tengo un millón (1960), de Víctor Ruiz Iriarte.
- Harvey (1959), de Mary Chase.
- Ondina (1958), de Jean Giraudoux.
- Alejandro Magno (1958), de Terence Rattigan.
- El pan de todos (1957), de Alfonso Sastre.

## Filmografía selecta
- 1992: El largo invierno
- 1990: La seducción del caos
- 1989: Esquilache
- 1986: Delirios de amor
- 1985: La vaquilla
- 1984: Sesión continua
- 1980: El poderoso influjo de la luna
- 1976: La ciudad quemada
- 1976: El hombre de los hongos
- 1974: La Regenta
- 1970: El certificado
- 1966: Las salvajes en Puente San Gil
- 1964: El tulipán negro
- 1963: La pandilla de los once
- 1962: Alegre juventud
- 1960: 091, policía al habla
- 1960: La paz empieza nunca
- 1960: Maribel y la extraña familia
- 1959: Salto a la gloria
- 1959: El frente infinito
- 1953: Jeromín
- 1953: Vuelo 971
- 1952: Cerca de la ciudad
- 1952: Don Juan Tenorio
- 1946: Mariona Rebull

## Series de televisión de Marsillach
- ¡Silencio... se rueda! (1961-1962), guion, dirección e intepretación[18]
- Silencio... ¡Vivimos! (1962), guion, dirección e interpretación[19]
- Fernández Punto y Coma (1963-1964), guion, dirección e interpretación
- La noche al habla (1963-1964), guion y dirección
- Habitación 508 (1966), guion, dirección e interpretación
- Silencio, estrenamos (1974), guion, dirección e interpretación
- La señora García se confiesa (1976), guion, dirección e interpretación
- El anuncio (1982), guion
- Recuerda cuando... (1987), guion y dirección
- Tren de cercanías (1995), guion, dirección y presentación

## Actor de televisión (selección)
- Galería de maridos (1959-1960)
- Ramón y Cajal (1982)

## Premios y distinciones
Festival Internacional de Cine de San Sebastián
| Año  | Categoría                                  | Película          | Resultado |
| ---- | ------------------------------------------ | ----------------- | --------- |
| 1959 | Premio Zulueta de interpretación masculina | Salto a la gloria | Ganador   |

Fotogramas de Plata
| Año  | Categoría                        | Película                      | Resultado |
| ---- | -------------------------------- | ----------------------------- | --------- |
| 1960 | Mejor intérprete de cine español | 091 Policía al habla          | Ganador   |
| 1976 | Mejor intérprete de televisión   | La señora García se confiesa  | Ganador   |
| 1982 | Mejor intérprete de televisión   | Ramón y Cajal                 | Candidato |
| 1999 | Mejor actor de teatro            | ¿Quién teme a Virginia Woolf? | Candidato |

Medallas del Círculo de Escritores Cinematográficos
| Año    | Categoría               | Película          | Resultado |
| ------ | ----------------------- | ----------------- | --------- |
| '1960' | 'Mejor actor principal' | Salto a la gloria | Ganador   |

Premios Goya
| Año  | Categoría                                 | Película                            | Resultado |
| ---- | ----------------------------------------- | ----------------------------------- | --------- |
| 1989 | Mejor interpretación masculina de reparto | Esquilache                          | Ganador   |
| 1992 | Mejor guion adaptado                      | Yo me bajo en la próxima, ¿y usted? | Candidato |

Unión de Actores
| Año  | Categoría     | Resultado |
| ---- | ------------- | --------- |
| 2001 | Toda una vida | Ganador   |

Otros
- 1959: Por Salto a la gloria recibe también los siguientes premios al mejor actor:
  - Premio San Jorge
  - Premio del Sindicato Nacional del Espectáculo
  - Premio de Triunfo
  - Premio Ondas

- Premio Antena de Oro (1962)

- Premio Nacional de Teatro (1974)
- Premio Mayte de Teatro (1978)

- Premio TP de Oro (1982)

- Medalla de Oro al Mérito en las Bellas Artes (1991)

- Premio Ciudad de Alcalá de las Artes y las Letras (2000)